# John Herman Randall, Jr.
John Herman Randall jr. (* 14. Februar 1899 in Grand Rapids, Michigan; † 1. Dezember 1980 in New York) war ein amerikanischer Historiker und Philosoph. Er wurde für eine Reihe von philosophiegeschichtlichen Veröffentlichungen und seine pragmatische Philosophie bekannt.

## Leben
John H. Randall stammte aus einer Baptistenfamilie. Der Vater spielte eine wichtige Rolle in Randalls philosophischer Entwicklung. Er hielt Religion für wichtig, ohne an einen persönlichen Gott zu glauben. Fast von der Wiege an – so erzählte die Mutter – unterhielt der Vater sich mit seinem Sohn über religiöse, denkerische, ethische und literarische Probleme. Randall schloss in New York City an der Morris-High-School seine Schulzeit ab. Er wurde in Latein als bester Student ausgezeichnet. Danach studierte er an der Columbia-Universität. Randall wurde ein engagierter und wissenschaftlich sehr interessierter Student. John Dewey und Frederick James Eugene Woodbridge gehörten zu seinen Lehrern. Er entwickelte als Student eine säkularisierte Haltung gegenüber dem christlichen Glauben. Der Vater verfolgte Randalls Studien mit großem Interesse. Sie schrieben Jahre später gemeinsam das Buch Religion and the Modern World. 1918 erhielt er an der Columbia-Universität seinen ersten qualifizierten Abschluss. Er wurde in das Förderprogramm für Philosophie aufgenommen und erwarb 1922 seinen Doktorgrad mit einer sozialhistorischen Arbeit über die Geschichte der amerikanischen Arbeiter.
Im selben Jahr heiratete er Mercedes Irene Moritz. Sie hatten zwei Söhne. Mercedes Irene Randall arbeitete als Schriftstellerin, Lehrerin und Herausgeberin. Sie war Mitarbeiterin der Internationalen Frauenliga für Frieden und Freiheit.
Randall arbeitete lebenslang an der Columbia-Universität. Man hörte ihm gern zu, weil er in seinen Vorträgen plastische Bilder verwendete, um seine Zuhörer zu lebhaften Vorstellungen anzuregen. Randall hatte ein hervorragendes Gedächtnis. Er konnte sich z. B. innerhalb einer Minute an zitierfähige Stellen aus Arbeiten anderer Philosophen erinnern. Randall war einerseits redegewandt, aber auch schüchtern und irritierbar, wenn er das nicht anbringen konnte, was er sagen wollte. Er litt unter Ängsten. Nach dem Tod seiner Eltern (1946 und 1948) hörte er für Jahre auf zu schreiben und führte nur noch seine Lehrtätigkeit fort. Zehn Jahre später verfasste er die zweibändige Erfolgsgeschichte der Philosophie (The Career of Philosophy).
Aristoteles gehörte zu seinen antiken Lieblingsphilosophen. Er entdeckte mit seiner Interpretation des 'Logos' vieles bei Aristoteles, das auch zu den Grundlagen seines eigenen Philosophierens gehörte. Randall konnte mit Platon wenig anfangen. Er hielt ihn für einen harmlosen, menschenfreundlichen Ironiker, der vor allem damit beschäftigt gewesen sei, Gesprächsrunden über neue Ideen zu veranstalten, die ihn und andere Griechen interessierten. Die für ihn wichtigen Beiträge dieser Gesprächsrunden habe Platon schriftlich festgehalten. Die meisten Beiträge seiner Gesprächspartner habe er aber mit Zweifeln überhäuft. Randall hob hervor, dass Platon im Übrigen dem Beobachten von Menschen, bzw. schönen Gedichten und Liedern einer auf Nachdenken beruhenden Lebensführung vorgezogen habe.
1933/1934 unternahm Randall – durch ein Guggenheim-Stipendium gefördert – eine Forschungsarbeit über die Averroisten (Aristoteliker) des 14. bis 16. Jahrhunderts an der Universität Padua. Er entdeckte und behauptete, dass die Averroisten nicht – wie man unterstellte – die 'formalistischen Fossilien' gewesen seien, die sich gegen moderne Wissenschaften sträubten. Man könne eher davon ausgehen, dass sie in unterschiedlichen naturwissenschaftlichen Bereichen daran beteiligt waren, Entwicklungen zu fördern und fruchtbare Gedanken beizutragen. Randalls Forschungsergebnisse – veröffentlicht in Die Entwicklung der wissenschaftlichen Methode an der Universität Padua (1940) (The Development of Scientific Method in the School of Padua) – erwiesen sich weitgehend als zutreffend.
1954 wurde Randall in die American Academy of Arts and Sciences gewählt. 1967 begann sein Ruhestand. Er hielt noch weitere fünf Jahre Kurse mit anderen Dozenten zusammen, u. a. mit dem aus Deutschland stammenden Theologen Paul Tillich. 1976 erlitt Randall einen Schlaganfall und konnte bis zu seinem Tod vier Jahre später weder sprechen noch schreiben.

## Schwerpunkte seines wissenschaftlichen Arbeitens

### Philosophiegeschichte
Randall philosophierte nach dem Urteil anderer innerhalb der Tradition amerikanischer Pragmatiker. Er hielt sich für einen Naturalisten, d. h. im damaligen Verständnis für einen areligiösen Philosophen, der sich vor allem den aktuellen Problemen widmete. Pragmatiker betrachten die Probleme ihrer Zeit mit ihren zeitgenössischen Sichten. Für philosophische Pragmatiker liefere außerdem die Philosophiegeschichte Texte und Ideen, um sich anregen zu lassen, Lösungsmöglichkeiten gegenwärtiger und zu erwartender Probleme zu finden. Diese Zugangsweise habe aber u. a. den Nachteil, vielfältige unzeitgemäße und inhaltliche Verzerrungen der Philosophiegeschichte zu produzieren. Es entstanden so nämlich u. a. Texte, die verstorbene Philosophien mit Ideen interpretierten, die diesen ursprünglich fremd gewesen seien und ihnen eventuell sogar zuwider liefen. Ein weiterer Nachteil sei: Es wurden – wie Randall im ersten Band von The Career of Philosophy beschrieb – triviale Wissenschaftsentwicklungen konstruiert. Gelehrtengeschichten des 19. Jahrhunderts seien davon ausgegangen, dass vor den Entdeckungen von Kopernikus und Galilei Menschen in abgründiger Dunkelheit und in finsterem Aberglauben gelebt hätten. Kopernikus und Galilei hätten dann ihren Mitmenschen – quasi über Nacht – das Licht der Wissenschaft gebracht und Aristoteles vom Sockel gestoßen. Randall schlug deshalb vor, umfassender vorzugehen, und anstelle üblicher Philosophiegeschichte Kulturgeschichte zu betreiben. Letztere sollte eine die gesellschaftliche Entwicklung anregende Reflexion sein, die sich mit dem Zusammenwirken von Überzeugungen, Idealen und Mitgliedern der gegenwärtigen Gesellschaft beschäftigt.

### Metaphysik und Religion
Aus philosophischer Sicht seien Metaphysik und Religion wenig nützlich. Sie lieferten keine Kenntnisse, die Menschen nicht durch Erfahrung zugänglich seien. Trotzdem geben Metaphysik und Religion in einer Hinsicht Orientierung: Metaphysische bzw. religiöse Symbole – wie die Ideen Platons oder die Worte Jesu – fungierten wie Leuchttürme. Sie erhellten die momentane Problemlage und könnten Menschen neue Möglichkeiten des Handelns sichtbar machen. Religion war für Randall eine 'emotionale Basis', eine 'Lebensweise'. Mit dieser intuitiven, metaphysisch-religiösen Sichtweise gestaltete Randall auch seine Vorstellung von einer Kultur der Persönlichkeit. Das Individuum war das Zentrum seiner Zukunftsphilosophie. Menschen seien – im Kontrast zu den tatsächlichen Verhältnissen seiner Zeit – mit oder ohne Religion in der Lage, eine bessere Welt für einander schaffen. Randall hielt die christliche Religion für keinen Sonderfall der Geschichte. Der Apostel Paulus habe ein Mysteriensystem der Erlösung erfunden und verbreitet, das viel Ähnlichkeit mit dem Isiskult und anderen Mysterienreligionen seiner Zeit gehabt habe.

### Aristoteles
Erstaunlich, aber in sich stimmig – so sagen sachkundige Leser – sei Randalls Aristoteles-Interpretation. Randall behauptete u. a., es sei eine Folge irrtümlicher scholastischer Interpretationen, Aristoteles als monotheistischen Theologen zu bezeichnen. In Aristoteles’ Welt und Texten gebe es nicht den 'einen Beweger', sondern 'Billionen Beweger'. Seine Philosophie sei also 'pluralistisch' angelegt. Mit Aristoteles behauptete er auch, dass Menschen vor allem mit Hilfe der Naturwissenschaften verlässliche Kenntnisse über die Welt erwerben können. Das, worüber Menschen reden, das gibt es auch, meinte Randall. Er bezog sich dabei auch auf die Vorstellung des Aristoteles, für den das All (to pan) ein Ganzes ist, alles umfasst und allem vorausgeht. Die Erkenntnistheorie Kants hielt er für überflüssig, weil sie diese Annahme verneine. Das was Aristoteles mit Seele bezeichnete, interpretierte Randall als Funktion im Vollzug wahrnehmbarer Prozesse. „Die Seele einer Axt ist, dass sie schneidet.“ (The soul of an axe is cutting.), erläuterte er seinen Studenten.

## Publikationen
- The Western Mind, 2 vol., 1924.
- The Making of the Modern Mind, 1926.
- Our changing civilization. How science and the machine are reconstructing modern life. Frederick Stokes, New York 1929, deutsch als: Der Wandel unserer Kultur. Ins Deutsche übertragen von Lotte Matschoss, Cotta, Stuttgart/Berlin 1932.
- The Development of Scientific Method in the School of Padua. In: Journal of the History of Ideas. Band 1, 1940, S. 177–206. Überarbeitete Version: The School of Padua and the Emergence of Modern Science. Padua 1961.
- als Hrsg. mit Ernst Cassirer und Paul Oskar Kristeller: The Renaissance Philosophy of Man. Chicago / London 1948.
- The Role of Knowledge in Western Religion, 1958.
- Nature and Historical Experience, 1958.
- Aristotle, 1960.
- How Philosophy Uses Its Past, 1963.
- Career of Philosophy in Modern Times, 2 vol., 1962–65.
- Platon. Dramatist of the Life of Reason, New York 1970.
- Hellenistic Ways of Deliverance and the Making of the Christian Synthesis, 1970.
- Philosophy After Darwin, 1977.